# Покровка (Стерлібашевський район)
Покро́вка (рос. Покровка, башк. Покровка) — присілок у складі Стерлібашевського району Башкортостану, Росія. Входить до складу Старокалкашівської сільської ради.
Населення — 20 осіб (2010; 28 в 2002).
Національний склад:
- росіяни — 78%